# Shōhei Abe
Shōhei Abe (阿部 翔平 Abe Shōhei?, nacido el 1 de diciembre de 1983 en Yokohama, Kanagawa) es un futbolista japonés que se desempeña como defensa. En su primera temporada, jugó doce partidos en todas las competiciones. Pasó ocho años con el club de la prefectura, haciendo 226 apariciones en la liga, además de ganar la J1 League y la Copa del Emperador.

## Trayectoria

### Clubes
| Club             | País  | Año         |
| ---------------- | ----- | ----------- |
| Nagoya Grampus   | Japón | 2006 - 2013 |
| Ventforet Kofu   | Japón | 2014 - 2015 |
| JEF United Chiba | Japón | 2016 - 2017 |
| Ventforet Kofu   | Japón | 2017 -      |

## Estadística de carrera

### J. League
| Club                 | Año   | J. League | J. League | Copa J. League | Copa J. League | Total | Total |
| Club                 | Año   | Part.     | Goles     | Part.          | Goles          | Part. | Goles |
| -------------------- | ----- | --------- | --------- | -------------- | -------------- | ----- | ----- |
| Nagoya Grampus Eight | 2006  | 9         | 0         | 3              | 0              | 12    | 0     |
| Nagoya Grampus Eight | 2007  | 27        | 0         | 5              | 0              | 32    | 0     |
| Nagoya Grampus       | 2008  | 34        | 0         | 8              | 1              | 42    | 1     |
| Nagoya Grampus       | 2009  | 32        | 0         | 1              | 0              | 33    | 0     |
| Nagoya Grampus       | 2010  | 31        | 0         | 6              | 0              | 37    | 0     |
| Nagoya Grampus       | 2011  | 32        | 0         | 2              | 0              | 34    | 0     |
| Nagoya Grampus       | 2012  | 29        | 0         | 2              | 0              | 31    | 0     |
| Nagoya Grampus       | 2013  | 32        | 0         | 5              | 0              | 37    | 0     |
| Ventforet Kofu       | 2014  | 34        | 1         | 4              | 0              | 38    | 1     |
| Ventforet Kofu       | 2015  | 33        | 1         | 3              | 0              | 36    | 1     |
| JEF United Chiba     | 2016  | 33        | 1         | -              | -              | 33    | 1     |
| JEF United Chiba     | 2017  | 0         | 0         | -              | -              | 0     | 0     |
| Ventforet Kofu       | 2017  | 24        | 1         | 0              | 0              | 24    | 1     |
| Total                | Total | 350       | 4         | 39             | 1              | 389   | 5     |